# Pedro Galván
Pedro Joaquín Galván (Arrecifes, 18 agosto 1985) è un ex calciatore argentino, di ruolo centrocampista.

## Caratteristiche tecniche
È un trequartista.

## Carriera
Ha trascorso la maggior parte della carriera in Israele dove ha giocato con la maglia di Bnei Yehuda, Maccabi Petah Tiqwa, Hapoel Ashkelon, Hapoel Tel Aviv, Hapoel Marmorek e H. Rishon LeZion.